# Djóni Nolsøe Joensen
Djóni Nolsøe Joensen (ur. 21 sierpnia 1972 roku) – farerski pedagog i polityk, poseł na Løgting.

## Życie prywatne
Nolsøe Joensen wchodzi w skład rady placówki pedagogicznej Frítíðarskúlin í Hoyvík. Jego rodzicami są Anna Nolsøe Joensen oraz Arne Weihe Joensen, a wychował się w Glyvrar. Z Maritą Andrasardóttir ma troje dzieci: Annę, Óluvę oraz Gyðę.

## Kariera polityczna
W wyborach parlamentarnych w roku 2015 zdobył 135 głosów (trzynaste miejsce na liście Javnaðarflokkurin) i początkowo nie wszedł do Løgting. Po powołaniu nowego rządu, wybrany wcześniej Henrik Old został mianowany Ministrem Spraw Wewnętrznych i z tego powodu Djóni Nolsøe Joensen znalazł się w parlamencie.